# Grot włóczni z Kowla
Grot włóczni z Kowla – datowany na III wiek zabytek, stanowiący świadectwo migracji plemion wschodniogermańskich przez terytorium dzisiejszej Ukrainy. Obecnie zaginiony.
Wykonany z żelaza obiekt miał 15,5 cm długości i 3 cm szerokości. Na jego powierzchni wyryta została czytana od prawej do lewej, inkrustowana srebrem inskrypcja o treści TᛁᛚᚨᚱᛁDᛊ (tilarids), co tłumaczy się jako „dążący do celu”. Litera t zapisana została w nieco nietypowy sposób, odbiegający od standardowego alfabetu runicznego. Cechy językowe wskazują, iż przedmiot został wykonany w kręgu kultury gockiej. Napisowi towarzyszą abstrakcyjne znaki o niejasnym znaczeniu, pełniące prawdopodobnie funkcję ornamentacyjną.
Grot został odnaleziony w 1858 w Szuczynie koło Kowla na Wołyniu. Przechowywano go w Warszawie. W trakcie II wojny światowej został zrabowany przez Niemców i od tego czasu jego los pozostaje nieznany.